# Donato Fossati
Donato Fossati (Toscolano Maderno, 6 ottobre 1870 – Salò, 14 agosto 1949) è stato un avvocato e politico italiano, presidente della deputazione provinciale di Brescia, dal 1908 al 1924, e sindaco di Salò.

## Biografia
Nacque a Toscolano da Claudio Fossati e Caterina Avanzino, il 6 ottobre 1870. Si laureò in Giurisprudenza e divenne avvocato presso il Tribunale di Salò, dove si trasferì. Il padre fu consigliere provinciale, dal 1890 al 1895, in rappresentanza del mandamento di Gargnano per conto dei liberal moderati della Riviera gardesana. Anche Donato entrò a far parte del gruppo politico.
Nel 1905 fu eletto nel consiglio provinciale per il mandamento salodiano. Fu subito eletto alla Deputazione provinciale e nel 1908 ne divenne Presidente, succedendo a Giuliano Corniani. Sotto la sua guida, l'amministrazione provinciale ottenne dalla Società Elettrica Bresciana la progressiva elettrificazione della rete tranviaria provinciale. Fu inoltre provincializzata la ferrovia Rezzato-Vobarno, si completò la ferrovia della Valle Camonica, si predispose il progetto della Rovato-Soncino e si avviarono le prime esperienze di servizi autobus sulle strade senza tranvie.
Nel 1906, alla morte del predecessore Marco Leonesio, divenne prosindaco di Salò, incarico che mantenne fino alle elezioni comunali parziali del 1910.
Alle elezioni provinciali generali del 1914 fu confermato rappresentante per il mandamento salodiano. Durante la prima guerra mondiale si occupò della propaganda e di ridurre i disagi della popolazione rivierasca che si trovava vicino al fronte trentino.
In occasione delle elezioni provinciali generali del 1920, partecipò all'esperienza del Blocchissimo che raggruppava in ottica antisocialista i liberal moderati, gli zanardelliani dell'Unione Democratica Bresciana, i repubblicani, i cattolici del Partito Popolare Italiano e i fascisti. Fossati venne confermato alla guida della deputazione, ma la maggioranza che lo sosteneva era troppo eterogenea: l'operato della sua amministrazione fu debole e poco incisivo. Negli ultimi mesi del 1923, a molti esponenti delle fazioni del Blocchissimo fu evidente la sostanziale scomparsa dei movimenti di sinistra a causa del fascismo e si sollecitarono nuove elezioni locali per chiarire gli equilibri fra i vari movimenti politici. Al termine della seduta della Deputazione del 18 dicembre, i membri appartenenti all'Unione Democratica presentarono le proprie dimissioni, seguite il giorno dopo da quelle dello stesso Fossati e dei membri appartenenti alla fazione liberal moderata. Il 30 dicembre Fossati presentò ufficialmente le dimissioni di fronte al prefetto Marri, insediatosi soltanto pochi giorni prima. Il 23 gennaio 1924 il Governo Mussolini sciolse il consiglio, nominando una Commissione reale straordinaria presieduta da Giovanni Tafuri.
Dopo la conclusione della sua esperienza politica nella provincia, Fossati si mantenne distante dal movimento fascista e si dedicò agli studi storici, riprendendo alcuni lavori del padre. Nel secondo dopoguerra, fu sindaco di Salò dall'aprile 1945 al dicembre 1946. Socio dell'Ateneo di Brescia, divenne anche Presidente di quello di Salò dal 1946 al 1949.
Morì il 14 agosto 1949 a Salò, a causa di una grave infermità renale.

## Opere
- "Commemorandosi il 4 giugno 1911 nel Teatro comunale il cinquantenario dell'unità d'Italia con Roma capitale", Salò, Stamperia G. Devoti, 1911
- "La guerra e la pace" Salò, Stamperia G. Devoti, 1916
- "Villa di Salò", Salò, Stamperia G. Devoti, 1925
- "Salò e la Lugana", Salò, Devoti, 1926
- "La valle di Vestino", Salò, Bortolotti, 1931
- "Benacum: storia di Toscolano" in "Memorie dell'Ateneo di Salò e bullettino della biblioteca", Salò, 1941.
- "Distinte famiglie di Riviera", Salò, Devoti, 1941.
- "Lapidario urbano", Salò, Devoti, 1942
- "Rivieraschi illustri", Salò, Devoti, 1942
- "Storie e leggende", Salò, Devoti, 1943
- "Chiese e monasteri di Salò", Salò, Devoti, 1945
- "L'ora che passa", Salò, Devoti, 1945
- "Monarchia o repubblica?", Salò, Devoti, 1945
- "Una pagina di storia salodiana", Salò, Devoti, 1945